# Kennedy Űrközpont 39A indítóállás
A 39A indítóállás, vagy más néven az LC–39A (Launch Complex 39A, angolul 39A indítókomplexum) a Kennedy Űrközpont egyik rakétaindító helye, egy nagyobb létesítményrendszer, a 39. indítókomplexumé, ahol az Apollo-program óriásrakétái számára az összeszerelés, szállítás és felbocsátás számára több létesítményből álló atlanti-óceán parti infrastruktúrát alakítottak ki. Ezen létesítmények egyike az LC-39A.
A 39-es indítókomplexum az első olyan volt, amely kizárólag a NASA tulajdonában áll és szintén az első olyan, amelyet a civil űrügynökség nem vegyes üzemeltetésben használt az amerikai haderővel. Az indítókomplexum Florida államban, annak atlanti-óceáni partvidékén Titusville és Cocoa város között, a Merritt-szigeten helyezkedik el, a Canaveral-fokon, közvetlenül az USA haderejének Cape Canaveral Air Force Station létesítménye mellett. A terület egy hatalmas kisajátítással, illetve telekfelvásárlással vált az űrkikötő részévé 1962-ben, amely szorosan kötődött az Apollo-program John F. Kennedy elnök általi meghirdetéséhez. A komplexumon belül számos létesítmény kapott helyet, ezek egyike a három – A, B és C betűkkel elölt – rakéta starthely, amelyekből csak kettő, az A és B épült meg és az idők során az A-t használta a NASA, majd később az űrrepülésben szerepet kapó magánvállalatok a legtöbbször. A létesítmény fő rendeletetése a kezdetekkor az volt, hogy  hogy innen induljanak az Apollo űrhajók a Hold felé. Innen indult történelmi útjára 1969. július 16-án Neil Armstrong, Buzz Aldrin és Mike Collins hármasa, hogy elsőként szálljanak le a Holdra, amely feladatot aztán az első két űrhajós sikerrel teljesített. Utolsó alkalommal már nem az Apollo–program, hanem a Skylab-program keretében végezték a Skylab űrállomás és Apollo űrhajók felbocsátását. 
Az Apollo repülések végeztével a NASA új űrhajótípus, a többször felhasználható Space Shuttle repültetésébe vágott bele, így az indítóállványokat az új követelményeknek megfelelően átépítették, és azután a Space Shuttle indítását végezték innen. Az űrsiklók 2011-es kényszerű leállításáig összesen 135 repülés startolt Cape Canaveralról, ezen belül 82 az LC–39A-ról. Az első ilyen típusú start, a Columbia űrrepülőgép startja 1981. április 12-én zajlott le, majd később ezek egyike volt a leszállás közben tragédiát szenvedett STS–107 expedíció felbocsátása, amely a Columbia-katasztrófa néven vált ismertté 2003. február 1-jén. Az űrsiklók repüléseinek befejezésével a Constellation program Ares hordozórakétáit tervezték innen indítani, ám a programot később törölték, így az új iniciatíva – a civil űripar intenzív bevonása – mentén alakuló új amerikai űrpolitikának megfelelően a SpaceX magánvállalat vehette hosszútávú használatba az űrkikötő ezen részét.

## Története

### Apollo-korszak
Cape Canaveral-en 1948-tól indult a később űrtevékenységbe átmenő katonai aktivitás a Banana River Haditengerészeti Repülőbázis kiterjesztésével, ahol a II. világháborúban zsákmányolt német technika, a V–2 rakéták tesztjeit kezdték meg. Mivel a hely ideális volt lőtér számára – a kísérletek nem zavartak semmilyen lakott területet – hamarjában nagyarányú fejlődés indult el, (1949-től) Összfegyvernemi Nagy Hatótávolságú Tesztlőtérré emelkedett a helyszín és nevet is kapott: Patrick Légierő Bázis. A hadsereg később tovább terjeszkedett és 1951-ben az új területeken létre hozták a Légierő Hordozórakéta Tesztközpontot, a későbbi Cape Canaveral Air Force Station elődjét. Az 1950-es években aztán ezen a helyen folyt az USA legtöbb rakétatesztje. A NASA 1958-as megalakulásával a korábbi katonai bázis indítóállásain civil felbocsátások is elkezdődtek, így vegyes használatúvá vált a terület a Mercury-program és a Gemini-program és számos más űrszonda és műhold felbocsátásaival. Az újabb nagy változást 1961 és John F. Kennedy elnöknek az Apollo-programot életre hívó bejelentése hozta. A holdprogram olyan eszközök – elsősorban egy óriásrakéta – iránti igényt támasztott, amely a rendelkezésre álló indítóállásokból nem volt üzemeltethető, ezért újabb fejlesztésekre volt szükség. A NASA 1962-ben kezdte kisajátítani a Merritt-szigetnek az addig elfoglalttól északabbra és nyugatabbra fekvő területeit 340 km²-rel növelve a felhasznált területet. Emellett megvásároltak Florida államtól további 230 km²-t is. Ezen a területen megalakult a hadseregtől teljesen független Kilövés Műveleti Központ (Launch Operation Center).

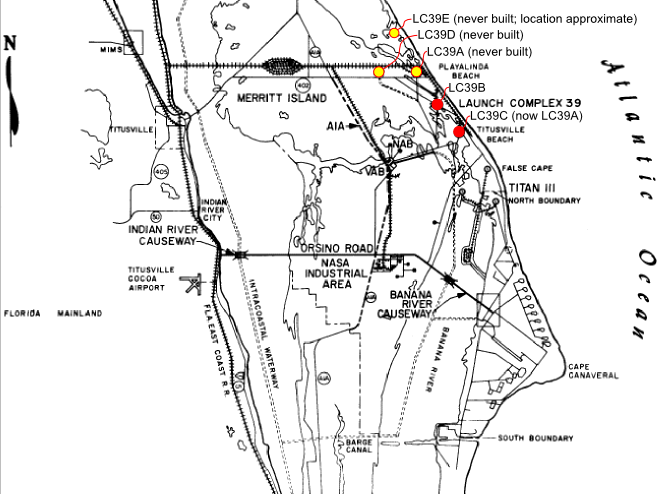
A még öt indítóállást tartalmazó tervek az LC–39-ről

A NASA az Apollo-program által vázolt követelmények mentén a Saturn rakétacsalád kifejlesztése mellett döntött, ezen belül is a Holdra szállásokhoz a Saturn V mellett. A rakéta dimenziói (110,5 méter magassága, 2850 tonna tömege) új indítási infrastruktúrát kívánt meg. Emellett a szovjetekkel vívott verseny – a döntés idejében – várható tempója miatt rengeteg párhuzamos kapacitásra támasztott igényt. A Saturn V kiszolgálására alkalmas komplexum a 39-es számot kapta (a legmagasabb számú Cape Canaveral Air Force Station indítóállás a 37-es számú volt) és nem is egyetlen indítópadot foglalat magában, hanem egy egész indítókomplexumot tervezett ide a NASA, összeszerelő csarnokkal, utakkal, több indítópaddal. A legelső tervek összesen négy indítópadot vizionáltak, mindegyik 2700 méter távolságban egymástól egy esetleges startbaleset esetén bekövetkező robbanás következményeinek elhárítására. Később a négy állás ötre nőtt. Az öt tervezett létesítményből hármat kívántak az első ütemben megépíteni A, B és C jelzéssel, kettőt pedig (a D és E jelt) később építettek volna fel az igények függvényében. Kezdetben a sorszámozás északról kezdődött, ez lett az LC39A, és délen ért véget az LC39C-vel (amely a kivitelezni tervezett egységek közül a legközelebb esett az összeszerelő VAB-csarnokhoz). A kivitelezést ezzel a legközelebb eső létesítménnyel kezdték, majd hozzákezdtek a mellette lévőhöz is, de a harmadik végül különböző megfontolások alapján felesleges lett és soha nem épült meg. Ekkor megcserélték a sorszámozást is és a korábbi C jelű, legdélebbi lett a 39A, a B jelű megmaradt és a már csak terv szinten létező A jelű objektum lett a 39C. A tervek szerint a 39D nem a tengerparton, hanem a szárazföld belseje felé épült volna a 39C-től nyugatra, míg a 39E a 39C és 39D között húzott egyenes középpontjától északra kapott volna helyet, kijelölve egy háromszög csúcsát a három indítóállás között. A három meg nem épült indítóállásra ma egyetlen dolog utal: a két meglévő állás közül a 39B-hez vezető út vonalvezetésében egy törés látható, a törésig vezető ág meghosszabbításában vezetett volna az út tovább a meg nem épült egységekhez, a törés meg lényegében egy leágazás a 39B-hez, amely végül már nem leágazásként funkcionál.
A későbbiekben a végül megépült két indítóállás közül az LC–39A vált a leginkább használt fő létesítménnyé, összesen 13 Saturn V startolt innen, míg a tartalékként funkcionáló egységből, az LC–39B-ből mindössze egy.

### Space Shuttle-korszak

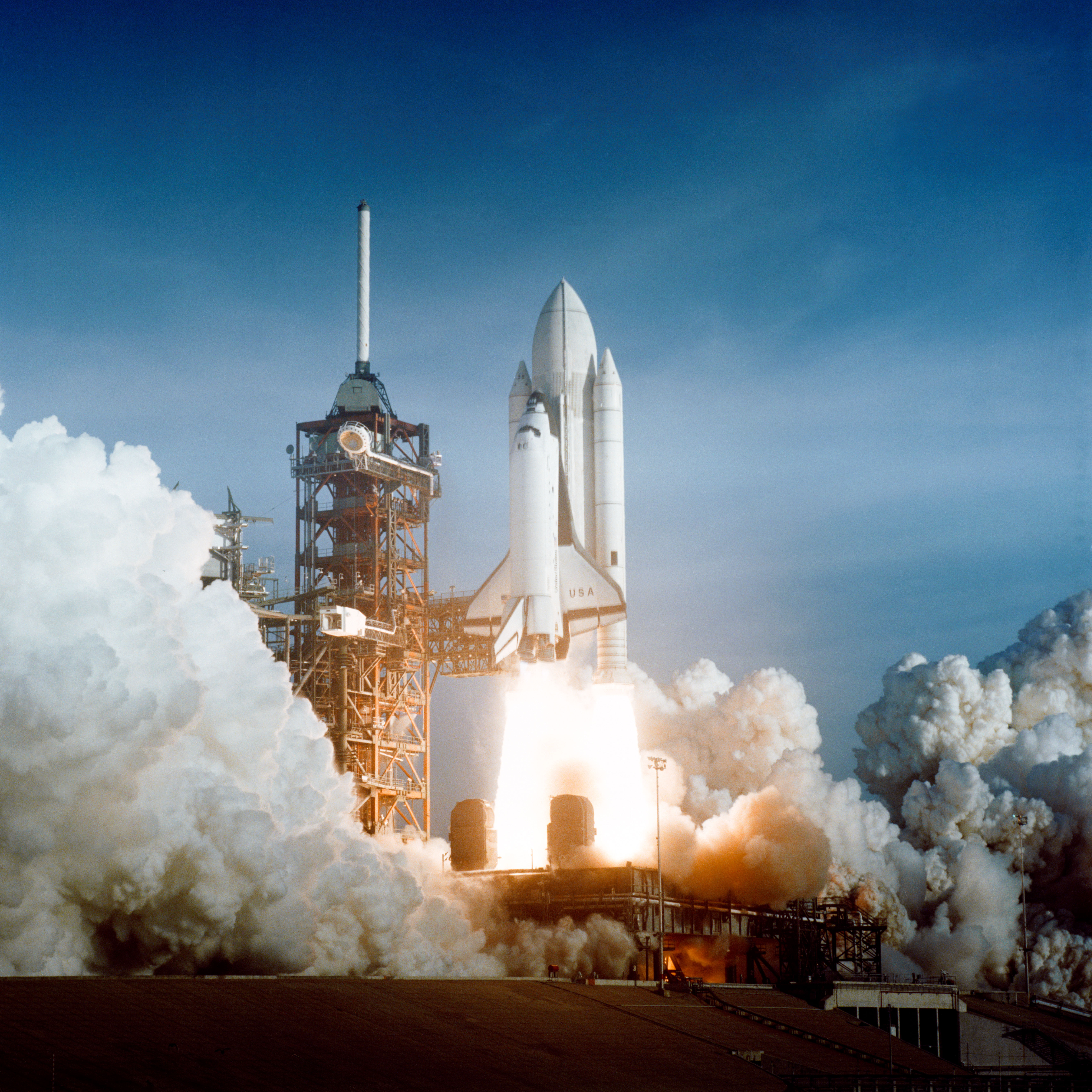
Az STS–1, az első Space Shuttle start az LC39A-ról

Az Apollo-program kifutásával a NASA újabb nagy projektje a többször felhasználható űrhajó, a Space Shuttle üzemeltetése lett, amelyhez infrastruktúra tekintetében az űrügynökség maximálisan támaszkodott a holdprogram során létrehozott kapacitásokra, így a két indítóállásra – az LC39A-ra és az LC39B-re – is. 
Az új űrjárművek támasztotta új követelmények szerinti átalakítása az LC–39A indítóállással kezdődött az utolsó Saturn V startot, a Skylab űrállomás felbocsátását követően.  A 39-es indítóállás újra használatba vétele az átalakítások után az Enterprise űrsikló tesztjeivel kezdődött 1979-ben és az első éles felszállásra, az STS–1-gyel, 1981. április 12-én került sor.
Az átalakítások magát az indítóállás alapjait, az „Árkot” nem érintették, az kompatibilis volt az új hordozóeszközzel, a két szilárd hajtóanyagú oldalsó gyorsítórakétából és az űrsiklóba épített főhajtóművekből és az azt tápláló külső üzemanyagtartályból álló STS rendszerrel. Ehelyett az Apollo–program mobil indítótornyait leváltották és két szerkezettel pótolták. Felépült az FSS, azaz a Fix Kiszolgáló Szerkezet (Fixed Service Structure), illetve az RSS, a Elfordítható Kiszolgáló Struktúra (Rotating Service Structure), amelyek alapjaiban alakították át az indítóállás látványát. Emellett átalakították az elárasztó rendszert, amely a start pillanatában vízzel árasztotta el az árkot, hogy a rakéta által keltett hanghatás meg ne repessze azt. Beépítettek egy 88 méter magas tornyot, amelyben helyet kapott egy 1 100 000 literes víztartály, ez biztosította a kelló mennyiségű vizet a start pillanatában. Megváltoztatták a támkarokat is, amelyek a startfolyamat során a rakéta és az űrhajó ellátását végezték. A legfelső kar, amely a gáznemű oxigén kipárolgását kontrollálta például kapott egy sapkát, amely a külső üzemanyagtartály csúcsára illeszkedett, ezzel gátolva meg, hogy a rendkívül hideg kipárolgás révén jég keletkezzen a rakéta csúcsán, ami aztán lehullva károkat okozhatott volna. A külső tartály feltöltéséért felelős, Hidrogén Szállító Támkar névre hallgató szerkezetet is alapjaiban tervezték át. A tartály feltöltése során robbanásveszélyes gázok keletkeztek, amelyet aztán egy szelepen át távolítottak el és vezettek biztonságos távolságba, hogy aztán ott égessék el. És végül átalakították az drótkötélpályát használó vészhelyzeti mentőrendszert is, amelyen az űrhajósok vész esetén biztonságos távolságba csúszhattak le egy drótkötélpályán, ahol egy M113 páncélozott jármű várta őket.
A Space Shuttle korszakban nem csak az LC–39A, hanem az LC–39B is aktív volt. Az előbbin az első indításra, az STS–1 első felszállására az LC–39A-ról került sor, amelyet még huszonnégy start követte megszakítás nélkül erről a platformról.   Ugyanígy innen startolt az első, a Nemzetközi Űrállomás építését célzó repülés, az 1998. december 4-én, amikor az űrállomás első amerikai modulját, az Unity-t állította Föld körüli pályára az Endeavour űrsikló. És végül innen indult az egész Space Shuttle–program sorsát megpecsételő STS–107, a Columbia űrrepülőgép tragédiával végződő repülése is.
A shuttle éra úgyszintén az LC–39A-n ért véget, mivel a legutolsó STS repülés, az STS–135 az Atlantis űrrepülőgéppel is innen startolt 2011 júliusában. A Shuttle program során a korábbihoz képest egy nagyságrenddel több, 135 felszállás történt a 39-es indítókomplexumból, amelyből 82 startot hajtottak végre az LC–39A-ból. A startok során az indítóállást csak kisebb károsodások érték, egyetlen olyan eset volt, amikor komolyabb probléma támadt egy felbocsátás során. Az STS–124 LC–39A-beli felbocsátásakor 2008. május 31-én a felbocsátást követő állapotfelméréskor a személyzet szétszórt törmeléket talált az indítóállásban. A Discovery űrrepülőgép főhajtóművének kiáramló gázai megrepesztették a lángterelő árok falait és kb. 3000 a falakat borító téglát kiszakított a helyéről. A hibák kijavítása végül 2,5 millió dollárt emésztett fel.

### Napjaink

#### Constellation-program

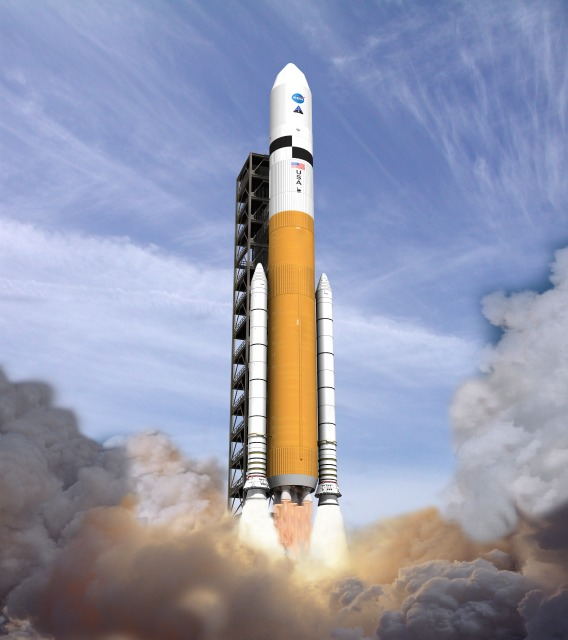
Az Ares V képzeletbeli startja egy grafikán

Amint az USA számára világossá vált, hogy a Space Shuttle flottát kényszerűen nyugdíjazni kell jóval a tervezett élettartama előtt, George W. Bush elnök felkérte a NASA-t, hogy készítsen tervet az űrsikló utáni időkre, a lehetséges továbblépés meghatározására. Ez a Constellation programban öltött testet, amely a Holdra való visszatérést tűzte ki célul 2020 előtt, amelyet követhetett volna a Mars meghódítása. A cél elérésére új űrhajótípus kifejlesztését határozták el Orion űrhajó néven, illetve egy új rakétatípus, az Ares rakéta is szükségessé vált (utóbbiból mindjárt kettő, az Ares I a személyzetek repülése számára, az Ares V pedig terhek szállítására).
A kifejlesztésre váró Ares rakéták számára természetes volt, hogy a LC–39 komplexumot használják az indítások során. Az Ares I rakéta (amely technikailag jórészt a Space Shuttle STS-rendszeréből ered) fejlesztése egészen az első próbarepülésig jutott el, ám erre az egyetlen repülésre nem az LC–39A-t készítették el, így ebben a programban csak terv szinten jött szóba az indítóállás. 2010-ben, az Oama-adminisztráció felülvizsgálta az USA űrtevékenységét és törölte a Constellation-programot, így minden további fejlesztés (beleértve az indítóállásokat érintőeket is) leállt.

#### SpaceX
A Constellation-program lezárását követően az Obama-adminisztráció által felvázolt űrpolitika szélesre tárta a világűr elérését és üzleti célú felhasználását a magáncégek felé. Ennek szellemében a NASA pályázatot írt ki az LC–39A magáncélú felhasználására és lízingbe adására a jelentkezők számára. A hivatalos kiírás 2013 májusában jelent meg és két ajánlat érkezett a felhívásra. Ezek egyike a SpaceX ajánlata volt, amely kizárólagos használatra vette volna bérbe az indítóállást, míg a másik Jeff Bezos Blue Origin cégének ajánlata volt, amely nem kizárólagosan használta volna azt, más – akár később jelentkező – felhasználókkal (az egyik ilyen potenciális társfelhasználó lett volna a United Launch Alliance). Bezos cége a nyertes kihirdetése előtt megtámadta a pályázati eljárást, amelyet a kizárólagos felhasználást is engedélyező eljárás miatt kezdeményezett. Ez hátráltatta az eredményhirdetést, ám az ügyben illetékes U.S General Accounting Office (kvázi Közbeszerzési Hivatal) elutasította a kifogást és jogszerűnek ítélte a kiírást, amelyet így végül 2014. április 14-én a SpaceX pályázata nyert el. A SpaceX ezek alapján húsz évre vehette bérbe az LC–39A indítóállást, hogy Falcon 9 és Falcon Heavy rakétáit indíthassa innen a világűrbe.
Az új típusú felhasználás kedvéért a SpaceX felépítette a Vízszintes Összeillesztő Műhelyt (HIF – Horizontal Integration Facility) az indítóállások közelében, valamint létrehozta a Szállító Felállító (TE – Transporter Erector) berendezést, amely az immár vízszintesen összeszerelt rakétákat állítja függőleges helyzetbe a starthoz. Ezekkel a munkákkal 2015-re végzett a vállalat és 2016 februárjában minősítette késznek az LC–39A-n végzett átalakításokat (valójában ekkor még számos kisebb munka nem volt kész). Ekkor kezdődtek a tesztek a Falcon rakétákkal, amelyek során hiba is történt és csak 2016 elején állt készen indításra az indítóállás. Az első Falcon 9 startra 2017. február 19-én került sor, amikor sikeresen indították a CRS–10 teherűrhajót, amelyet a Nemzetközi Űrállomás utánpótlásának biztosítására terveztek. 2016. február 6-án pedig megtörtént az első Falcon Heavy első indítása is. A legelső űrhajósokkal végzett start pedig 2020. május 30-án ment végbe, amikor Bob Behnken és Doug Hurley űrhajósokkal indult a SpaceX Demo–2 űrhajó az ISS-hez.
2019-ben újabb módosításokba fogtak az indítóálláson, hogy egy új rakétatípus, a Starship indítására is alkalmas legyen a cape canaverali létesítmény.

## Felépítése

### Az "Árok"

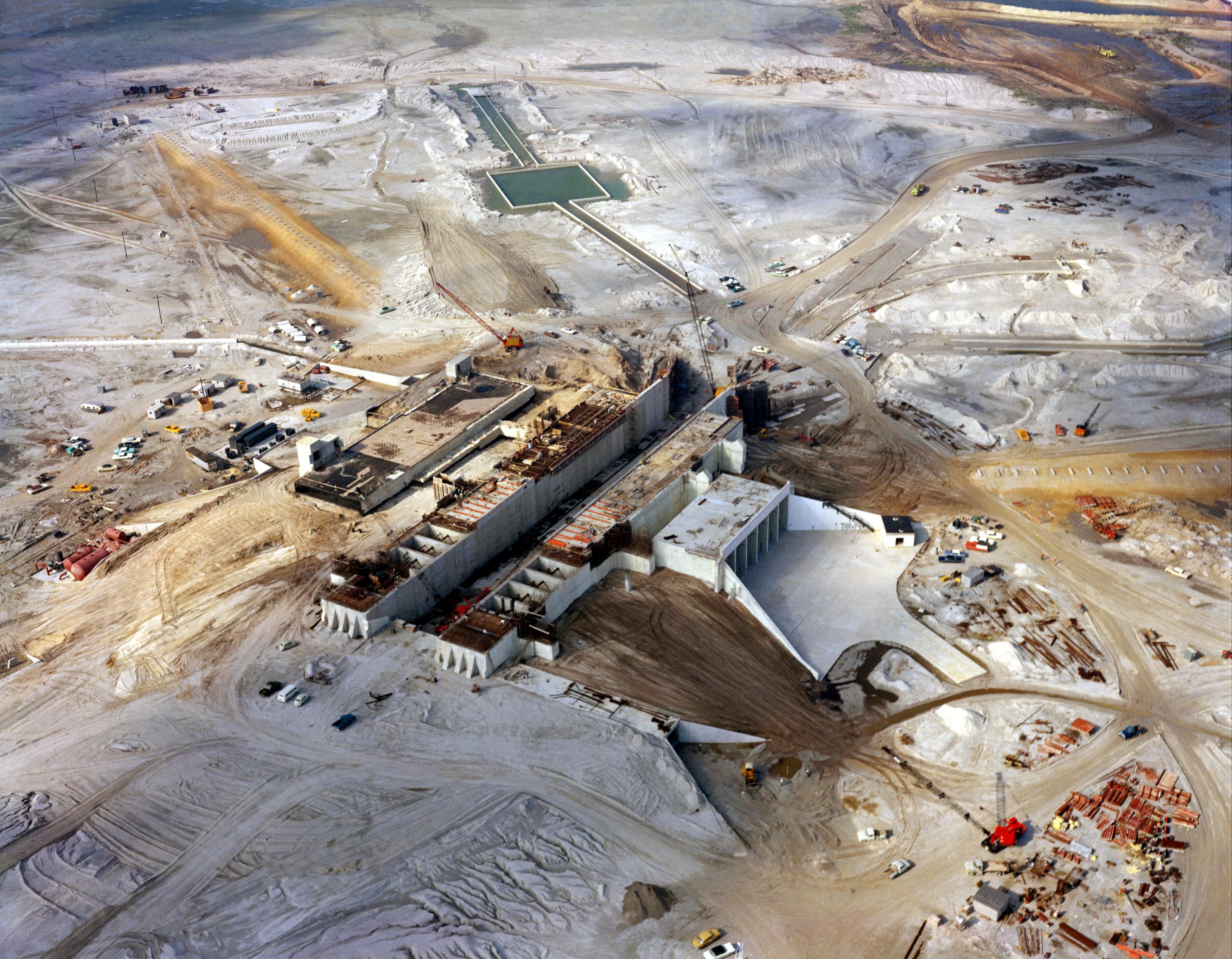
A 39A indítóállás építés közben 1964 decemberében

Az indítóállás dizájnját tekintve egy hatalmas beton teknő, vagy akna, amely lángterelőként szolgál, amelyek a rakétából kilövellő lángokat, füstöt oldalra terelik, el a működő rakétától az eltávolításukat pedig maga a rakéta végezte. A létrehozásának a legnagyobb kihívása a strukturális stabilitás volt. A tervek az indítóállást a floridai partvidék mocsaras területeire tették, ugyanakkor az indítóállásban a terhelés elérte az 50 tonna/m2 értéket is, amikor a rakéta a kiszolgáló létesítményekkel együtt a tetején állt. 1962 októberében kezdődött a hatalmas földmunka, amellyel létre jött a platform. Előbb megtisztították a területet a pálmafa maradványoktól és más növényi részektől (erre például létrehoztak egy gépet, amely tövestől kihúzta a fákat a talajból, majd lerázta a gyökérzetre tapadt homokot róla, hogy az alapvető építőanyagból minél kevesebb vesszen kárba. Majd a tisztítás után megkezdődött a kotrás, amellyel a leendő indítóállás területét alakították ki. Lecsapolták kis csatornákkal a vizes területeket, majd a buldózerek 894 400 köbméter föld megmozgatásával, 2,5 km2-en kialakították a helyszíneket (egyszerre történt nemcsak az LC–39A, hanem a testvérlétesítmény az LC–39B, illetve más épületek, többek között a VAB területének előkészítése).
Az építés egy másik létesítménnyel, a rakéta részegységek helyszínre szállításához szükséges hajózási csatorna kiásásával kezdődött (a Saturn V első és második fokozata hajón érkezett Cape Canaveralre). Egy 38 méter széles, 3 méter mély és 20 kilométer hosszú csatornát ástak a kivitelezők és az ebből kitermelt 6 876 000 köbméter földet egyrészt felhasználták a VAB és az indítóállások közötti út alapjában másrészt hatalmas piramis alakú halmot képeztek. Ennek a 24,4 méter magas földhányásnak az volt a funkciója, hogy összetömörítse az alatta fekvő talajrétegeket, amelyek így végül 1,2 métert süllyedtek és alkalmassá váltak a nagy terhelés strukturális elviselésére. Az altalaj tömörödését követően a buldózerek nekiláttak a földhányás elhordásának és az indítóállás nagyjábóli megformálásának. Ezen a módon alakították ki a nagyjából nyolcszögre emlékeztető emelvényt, közepén egy árokkal (a majdani lángterelő árokkal), amely aztán beton burkolatot kapott, amelyre a lángoknak kitett részen még tégla burkolat is került, így alakítva ki a végleges formát. A földmunkák 1963 szeptemberére lettek kész.
Az építkezés végén előállt egy különleges építmény. Az indítópad kb. 0,7 négyzetkilométeren terül el, észak-déli tájolással és 12 méter magasra emelkedik a környező sík terep fölé. Az indítóállások közepén húzódik a lángterelő árok, amely kb. a környező síkság szintjén fekszik (praktikusan tehát 12 méter mély) 18 méter széles és 137 méter hosszú. A lángterelő árok mindkét oldalán vékony betonkéreg található, amely alatt méhsejt szerkezet van beépítve, amely a teherbírásért felelős.
Az indítóállás azonban nemcsak egy egyszerű földhalom volt, a rakéták lángterelésére, beleintegrálták a kiszolgálásához szükséges termeket is. A nyugati oldalán kialakítottak egy két emeletes Csatlakozóközpontot, amely az elektromos berendezéseket, illetve az áramellátáshoz, valamint a kommunikációhoz szükséges csatlakozásokat fogadta magába. Emellett még integráltak egy kisebb, egyemeletes termet is, amely létfenntartó rendszerek terme lett. Ebben kapott helyet a légkondicionáló és légtechnikai rendszer, valamint a vízellátás. A keleti oldalon pedig a nagynyomású gázok tárolója és elosztója kapott helyet, ahonnan a nitrogén és hélium gázellátást biztosították. Végül egy vészhelyzetre alkalmas bunker is helyet kapott az indítóállásban: az űrhajósok vészhelyzet esetén az indítótoronyban egy gyorslifttel mehettek le egészen az A szintig, ahol egy mentőcsövön át lecsúszhattak egy óvóhelyre, amely úgy volt kialakítva, hogy elviselje a Saturn V indítóállásbeli robbanását és 24 óráig életben tartsa az űrhajósokat, amíg a mentőcsapatok ki nem ássák őket.
Ugyan technikailag önálló részegység volt, mégis együtt lehet csak értelmezni a lángterelő árokkal az acél lángterelőt. Ez egy fordított V alakú acélszerkezet volt, amelyet a rakéta fúvókái alá helyeztek és az volt a funkciója, hogy a kicsapó lángsugarat oldalra terelje az árok mentén, hogy a keletkező nyomás ne beszoruljon és visszapattanjon az árok aljáról a rakéta fúvókáiba, hanem oldalra elterelődjön a szabadba. A szerkezet 653 tonnát nyomott, acél gerendákból és merevítőkből épült fel és szintén acél borítást kapott. A felületét 10 cm vastag kerámia bevonattal látták el, amely képes volt ellenállni a hajtómű lángcsóvája által kiváltott erő és hőhatásnak. Síneken lehetett a rendeltetési helyére szállítani és ott pontosan a megfelelő helyzetbe állítani. Összesen 3 db-ot rendelt meg a NASA 1 465 075 dolláros – 2019-es áron közel 12 000 000 – áron, majd később egy negyediket is megrendeltek, így végül a két indítóállásban két-két darab állt szolgálatban, az egyik mindig aktív a másik pedig tartalék szerepet betöltve.
Szintén a lángelvezető árok szerves része egy vízelárasztó rendszer, amelyet a működő rakétahajtóművek által keltett hangnyomás és vibráció miatt alakítottak ki. A start néhány másodpercében 1 000 000 litert meghaladó mennyiségű vizet zúdítottak az árokba, amely elnyelte a hanghullámokat és így azok nem tudtak kárt tenni a startoló rakétában. Az SSWS (Sound Supression Water System – Hangelnyelő Vízrendszer) az idők folyamán változásokon ment át. A legnagyobb változást akkor érte meg a rendszer, amikor az Apollo űrhajókról átállt a NASA a Space Shuttle startjaira. Mivel ekkor a mobil indítótornyokat felváltották a Mobil Kiszolgáló szerkezettel, kissé megváltozott a startok geometriája, azaz a szerkezetek és rakéták, valamint a teknő elhelyezkedése, így át kellett alakítani a vízrendszert is, hogy a megfelelő csillapító hatást elérjék.

### Indítóállványok
Egy területileg nem, ám funkcióját tekintve az indítóálláshoz tartozó berendezés volt a lángterelő árok tetejére helyezett indítótorony, amelyről voltaképpen útjára indult az űrszerelvény. Ebből az idők során többféle verzió is született. Elsőként az Apollo-program számára. A Mobil indítótorony, vagy Mobil indítóállvány ötlete a Mobil Felbocsátási koncepció eredményeként merült fel, amely abban testesült meg, hogy a rakétát és űrhajót valahol távol az indítóállástól szerelték össze – ezzel is lerövidítve az egyes felbocsátások közötti időt, növelve a felbocsátások gyakoriságát –, illetve az összeszerelés eleve függőleges formában történt szemben azzal a gyakorlattal, hogy korábban az indítóállásban, függőlegesen szerelték össze a rakétákat. A holdprogramban azzal számoltak a kormányzat és a NASA illetékesei, hogy a szovjetek addigra akkumulálódott előnyét a korábbihoz képest sokkal intenzívebb repülési programmal, minimum kéthavonkénti (szükség esetén még sűrűbb, akár kéthetenkénti) felbocsátási ütemmel lehet behozni, ezzel szemben a helyszíni szereléssel egy Saturn I méretű rakétánál négy hónapnyi időközökkel lehet csak számolni. A startsűrűséget drámai módon lehetett javítani azzal, hogy ha az indítóállásokban csak a start előtti rövid időszakokban folyik előkészítő munka – azaz csak rövid ideig foglaltak. Ezek a megfontolások megteremtették a mobil felbocsátási koncepciót, amely szerint az összeszerelést másutt végezték, mint a felbocsátást – akár párhuzamosan, egyidőben több rakétán – és a készre szerelt rakétákat szállítani kellett az összeszerelés helye és a felbocsátás között. Igény jelentkezett tehát egy eszközre, amely a leendő rakétának az összeszerelőüzem és az indítóállás közötti mozgatását végzi. E mellé az alapvetés mellé társult a vízszintes és a függőleges összeszerelés dilemmája. A vízszintes összeszerelés problémai a szállítás során a tápvezetékek csatlakozási gondjai, valamint a szállítómunkások okozta esetleges sérülések voltak (a szállítás során a kiszolgáló szerkezet körülveszi a rakétát, és a rajta dolgozó emberek ráejthettek dolgokat, míg egy függőleges szállítás során a kiszolgáló szerkezet a rakéta mellett állt, csökkentve a sérülések lehetőségét). De a legnagyobb probléma a rakéta függőlegesbe állítása volt, a művelet során adódó feszültségek szerkezeti törésekhez, repedésekhez, vezetékszakadásokhoz vezethettek. A függőleges szerelés nem vetett fel ilyen problémákat, „csak” a megfelelően óvatos szállításra kellett megoldást találni. A döntés meg is született: egy olyan szállítóeszközre van szükség, amely alkalmas egy minden korábbinál nagyobb rakétát függőleges helyzetben elszállítani egy szerelőcsarnokból az indítóállásba, majd ott alkalmasnak kell lennie a felbocsátás végrehajtására is.
A leendő holdrakéta egy 110 méter magas, a farkánál 10 méter átmérőjű, üresen 240 tonnás „ceruzaként” bontakozott ki a tervezőasztalon, ennek a mozgatása volt az elsődleges feladat. A feladat másik része pedig a feltöltött állapotban több mint 3000 tonnát nyomó űrszerelvény felbocsátása volt. A tervezési feladatokat a Reynolds, Smiths és Hills Tervezőiroda kapta. A követelmények alapján kialakult a szerkezet formája: egy hatalmas, két emelet magas vízszintes platform és egy karcsú rácsszerkezetes torony, amely az ellátókarokat és a rakéta feltöltéséhez szükséges tápvezetékeket tartotta és a tetején egy daruval is rendelkezett a szerelési utómunkálatokhoz. A tervezést követően az Ingalls Iron Works 1963 novembere és 1965 februárja között gyártotta le a Mobile Launcher (Mobil Indító), vagy a látványosabbik részegysége után egyszerűen csak Launch Umbilical Tower (Start Ellátótorony) néven említett szerkezetet. Összesen három egységet építettek az Ellátótoronyból. A LUT–1 szerkezeti munkája kilenc hónap alatt lett kész, ekkor emelték a helyére a szerkezet tetején levő 19 tonnás daru gémjét. 1965 februárjában lett kész a LUT–2 és 1965. március 1-jén emelték a helyére a LUT–3 daruját, mintegy befejezvén az építést. A szerkezetkész tornyok ezután egy másik gyártó, a Hayes International kezébe kerültek, akik felszerelték az ellátókarokat (vagy – némileg hibásan használt – más néven támkarokat). Ezek az ellátókarok voltak a Mobil indítóállványok legbonyolultabb részegységei, tervezésüket nem adták ki, azt maga a NASA végezte. Ennek során elkészítették egy tipikus kar (a 6-os számú) prototípusát és ennek alapján gyártotta le a Hayes a többit, természetesen a megfelelő eltérésekkel.
Egy felbocsátás során a torony mellől szállt fel a rakéta (eleve másfél fokos, a toronytól elfelé tartó irányon, nehogy véletlenül egy véletlen szélroham miatt a szerkezethez ütközzön emelkedés közben), amelynek ellátó karjai a indítás előtti percekben sorra elváltak a rakétától és oldalra fordították őket. A mobil indítóállvány kiegészítője volt a Mobil Kiszolgáló Szerkezet (Mobile Service Structure), amelyet azután vontattak fel a lángterelő árok rámpáján, miután a mobil indítótornyot a rakétával a hátán a hernyótalpas jármű felvitte az indítóállás tetejére és azt ott rögzítették. A szerkezet egészen a start előtti napig ott maradt a rakéta mellett és csak akkor vontatták vissza. Ez a torony arra volt hivatott, hogy a rakéta indításához szükséges számos robbanó piropatront a helyére tudják tenni (emiatt Élesítő torony volt a beceneve). Ezek között voltak a rakéta fokozatleválásait végző robbanópatronok, vagy a rakéta önmegsemmisítését végző robbanótöltetek, ha véletlenül a rakéta rossz felé repült volna és inkább meg kellett semmisíteni. Másodlagos funkcióként a torony valamennyire védte a rakétát az időjárástól is.
Az Apollo repülések befejeztével és az új többször felhasználható űrrepülőgép megjelenésével az indítás infrastruktúráját is át kellett alakítani, ami legfőképpen az indítótornyo(ka)T érintette. A Mobil Indítótornyot teljes egészében lecserélték és egy állandó létesítmény vette át a helyét az indítóállás fölé magasodva, így meghatározva annak kinézetét a következő időszakra. Ez az új szerkezet a Fix Kiszolgáló Szerkezet (FSS – Fixed Service Structure) lett. A legnagyobb különbséget jelzi a szerkezet neve is, ez már nem volt mozgatható, ugyanis szétválasztották az indítótornyot és az űreszköz szállítását végző platformot. Utóbbi továbbra is a VAB és az indítóállás közti távolság leküzdésére volt hivatott, majd a rakéta felbocsátásakor szolgált indítóasztalként, ám az ellátó karokat is magába foglaló torony fixen kikerült az indítóállásba. A tornyon helyeztek el három ellátó kart is, ezeken keresztül lehet belépni az orbiterbe, amelyek aztán visszahúzhatóak, amikor nem használják őket. A szerkezetnek 12 szintje van és közel 106 méter magas a villámhárítót is beleértve. A szintek 6 méter magasak és az alsó szint 8 méter magasan van az indítóállás szintje felett. A szerkezethez csatlakozik a vészhelyzeti mentőrendszer is, amely egy kötélpálya, amellyel gyorsan el lehet távolodni az indítóállástól szükség esetén.
A Fix Kiszolgáló Szerkezetet kiegészíti a Forgatható Kiszolgáló Szerkezet (RSS – Rotating Service Structure). Ez a szerkezet 31 méter hosszú, 15 méter széles és 40 méter magas és az indítóállás nyugati oldalán egy forgócsapon áll, azon forgatható 120 fokot. Végállásában a Fix Kiszolgáló Szerkezethez csatlakoztatható. Funkcióját tekintve a szerkezetből lehet biztonságosan bejutni az orbiterbe és ott a rakományon különböző munkákat végezni, illetve innen lehet az űrsikló egyes rendszereit is elérni javítás céljából. A kialakult gyakorlat szerint a rakomány nagy részét kinn az indítóállásban szokták beszerelni az űrsiklóba, ezért vált szükségessé ez a konfiguráció. A szerkezet legnagyobb egysége a Rakomány Cserélő Szoba. Ez egy zárt, légkondicionált terület, amelyet hermetikusan lehet csatolni az űrsikló rakományteréhez és szerelési munkákat végezni benne. Összesen öt platform áll rendelkezésre öt szinten a rakománytér minél rugalmasabb elérésére benne. Egy másik, a szerkezeten elhelyezett részegség a Űrhajó Középrész Csatlakoztató Egység. Ahogy a neve is mutatja, az űrsikló testének középrészén biztosít elérhetőséget az űrhajóhoz. Ezt az űrsikló közepén elhelyezett csatlakozóegységen keresztül különböző folyadékok betöltésére (például az üzemanyagcellák cseppfolyós oxigén és cseppfolyós hidrogén hajtóanyagának betöltésére) használják. Végül a szerkezetben kapott helyet a Cseppfolyós Betöltő Rendszer is. Itt töltik be a cseppfolyós oxigént és hidrogént, valamint héliumot és nitrogént elsősorban a kormányrendszer hajtóműveibe. Ehhez hat kézi vezérlésű és kinyújtható, visszahúzható töltőegység áll rendelkezésre.